# Месијани
Месијани (грч. Μεσιανή) је насељено место у општини Сервија у периферији Западна Македонија, Грчка. Према попису из 2021. године било је 238 становника.
Насеље је 1913. године имало 538 житеља Турака. Године 1923. турско становништво је принудно исељено у Турску а на њихово место су насељене караманлијске избегличке породице, којих је на попису из 1928. године било 392. Село се раније звало Хаџи Реханли.